# 空中乘务员

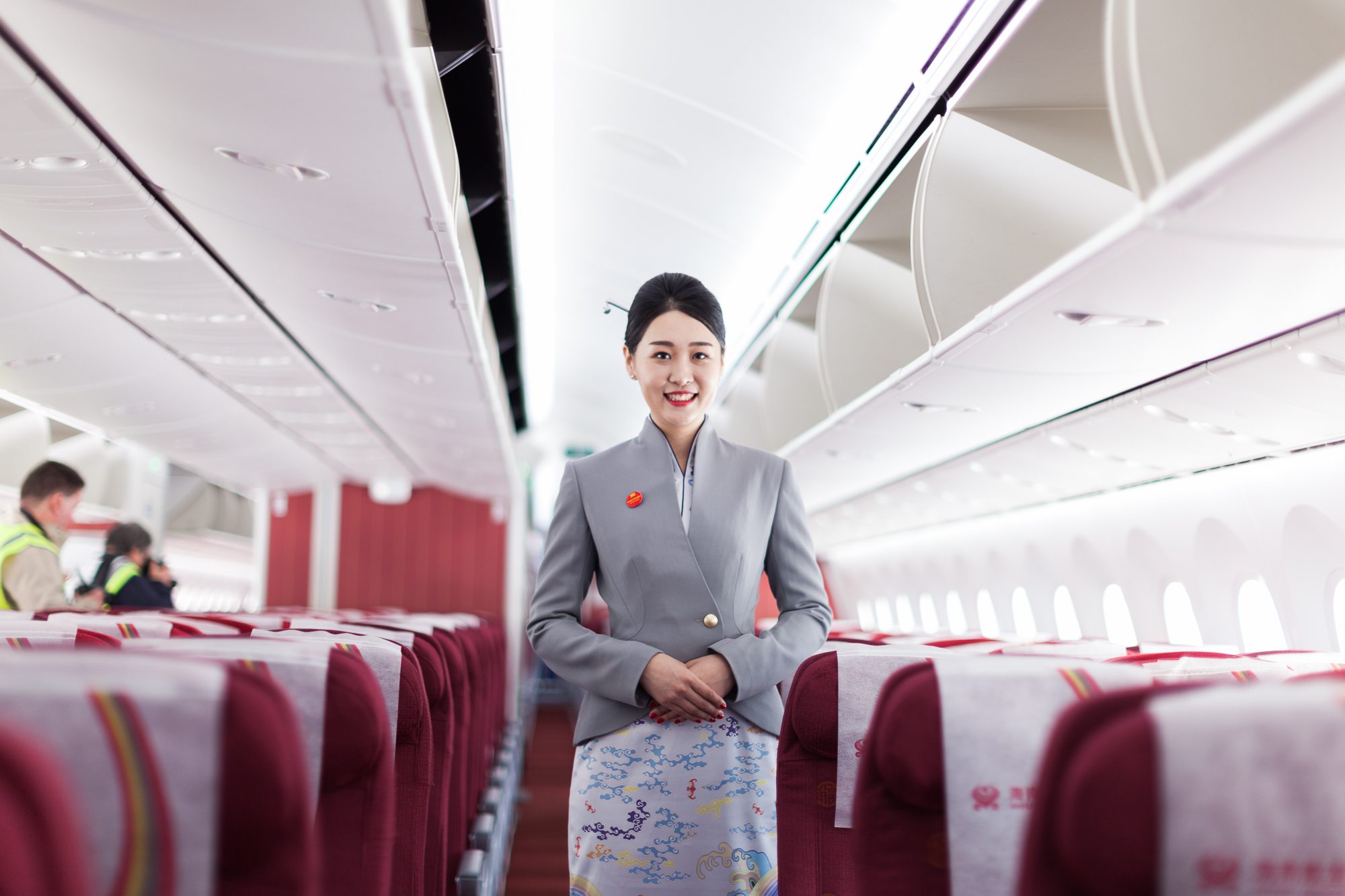
海南航空的女空服員

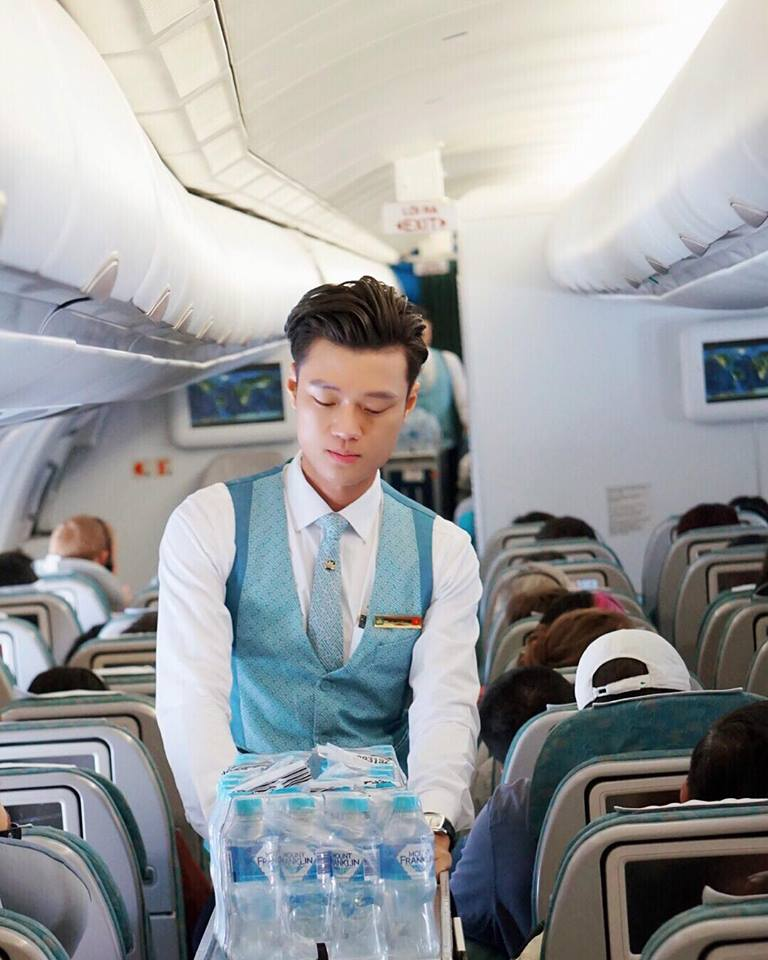
越南航空的男空服員

空中乘务员是民用航空中在機艙內為乘客提供各項服務的勤務人員，主要工作為確保飛航安全、供應飛機餐等餐點、指导乘客使用机上安全设备、維護機艙環境整潔、以及在紧急情况下引導乘客安全離開機艙等。

## 歷史

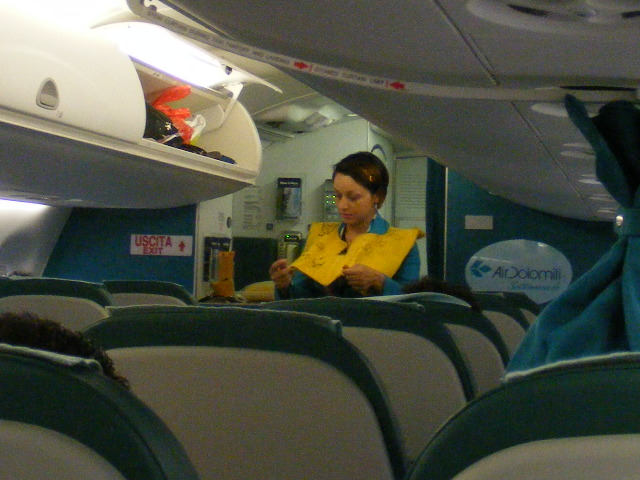
一位德國漢莎航空子公司多洛米蒂航空的女空服員正在做機內安全示範

由於早前的航空科技落後，機艙狹窄，因此早期的航空都是以空郵、觀光或軍用為主，即使能夠載客，亦只能勉強載兩名乘客，根本容不下機艙服務員。
雖然女性空服員占了大多數，但世界上第一位空服員卻是一位名叫Heinrich Kubis 的男性。
1912年，他在德國的士瓦本飛船航空公司工作。
1923年，英國戴姆勒航空開始聘請空中服務員，據文獻記載，第一位空中服務員為英國白人杰克·辛德遜（Jack Sanderson）。不过，這位歷史第一人在次年的一次空難中喪生。
民用航空直到1930年才出現第一位女空服員艾倫·丘奇。1904年9月22日，艾倫．丘奇出生在美國依阿華州奎斯柯市的一個農場。一戰期間，還是個孩子的她就在家附近的小飛機場觀看軍人們學習開飛機。丘奇並沒有想過要成為一名空姐，她原本想成為飛行員，自己開飛機。這位年輕姑娘甚至曾經在舊金山上過飛行課，並考獲飛行執照，但由於當時的社會環境並不接受女機師這個職位，丘奇只好跑去做護士。
1930年，美國波音公司駐舊金山董事史蒂夫．斯廷帕森（S.A. Stimson）有一天去一家醫院看朋友，隨後同該醫院護士丘奇小姐聊起天來。丘奇好奇地向他詢問飛機上的有關情况，他卻遺憾地表示：由於旅客們大都對飛機的性能不了解， 為安全起見，他們喜歡坐火車，而不願意乘飛機；即使在飛機上的少量乘客中，也是各種的人都有，需要很多種服務，副駕駛一個人實在忙不過來。早期的飛機飛行的高度比今天低，甚至低至6千英尺，飛機遇到氣流是十分常見的，很多乘客因此感到不適。丘奇不由得想起她所照料的那些病人，遂脫口而出：「你們怎麼不僱用一些懂醫學的女乘務員來從事這些服務呢？護士的技能和女生的天性，是可以改變這一現狀的。」「對！」斯廷帕森恍然大悟，驚奇地叫了一聲，連連拍手稱妙。
斯廷普森給波音公司主席的年輕助手帕特發了一封電報，提議招考一些聰明漂亮的女性擔任機上服務員，還給她們起了個美名——「空中小姐」。幾經波折，波音公司最後同意了他們的培訓計劃。丘奇幫助斯廷普森招收和培訓了另外七名女性，培訓為期三個月，他們還聯手給新進空姐寫了一本工作手冊。
為了突出她們的專業形象，這八位女士穿上了深綠色的制服，上身是雙排銀扣的羊毛套裝，外面還有一層同樣質地的披肩，這是為了在透風的機艙內保暖而設計的。披肩上的口袋要足夠大，得能裝進一把扳手和一把螺絲刀，這樣她們才能保證將乘客的座椅固定在機艙的地板上，一旦航班延誤或者取消了，她們還得用這兩樣工具調節滑軌式時間表，給乘客做參考。
1930年5月15日，空姐美麗的身影出現在波音航空從奧克蘭飛往芝加哥的航班上。這些新空姐們每個月的工資是125美元。除了保證座椅固定在地板上和服侍用餐之外，還要肩負起在機艙內打小飛蟲、保持乘客鎮靜和打掃廁所的責任。飛行結束後，她們有時甚至還要幫忙將飛機推進飛機庫裏去。

## 職業概要

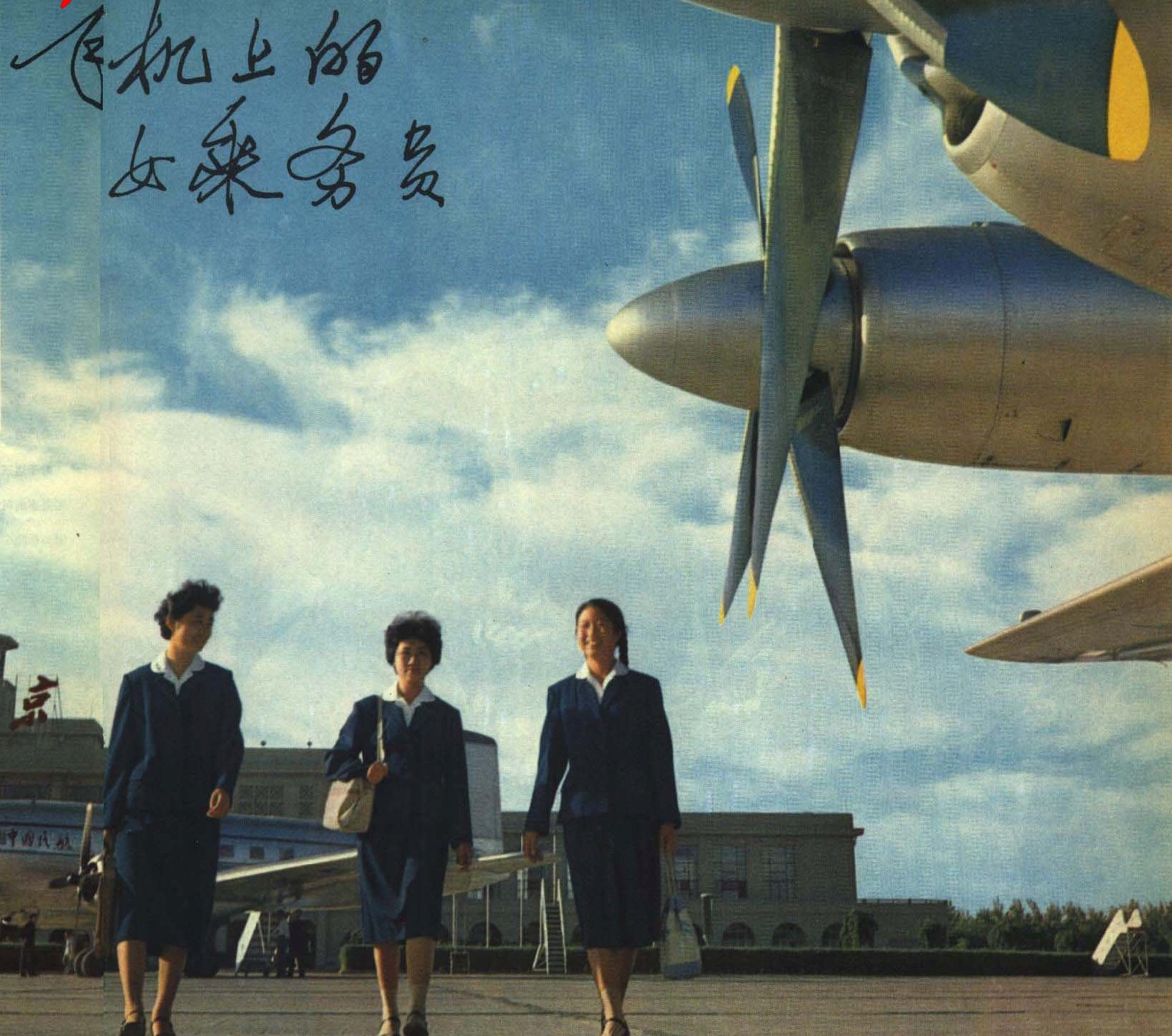
1963年的中国飞机乘务员

其實空服員的職責主要在維護客艙內的乘客飛行安全，其次才是照料乘客，但是因為大眾較常看見他們服務的一面，便會視他們為服務生，而這樣的形象也一直在航空公司的廣告中出現。
除了處理偶發的機上緊急事件外，空服員基本上是在提供乘客各種機內服務，如飛機餐和飲料的準備、加熱、和供應、回收、機上娛樂系統的管理、免稅商品的販售以及協助旅客在機艙內能舒適搭乘等等。因為空服員是第一線接觸乘客的人員，所以他們的一舉一動被視為代表著航空公司的形象，非常重要。
由於空服員有機會經常在工作時到其他國家，以及高於一般行業的薪資，因此成為不少人趨之若鶩响往的職業。每逢航空公司公開招聘空中服務員，都會吸引許多人排隊應徵；競爭相當激烈。實際上，空服員的工作時常處於旅行中的狀態對體能要求很大，需要久站，加上公司季節性及經常性調整的飛行班表需要配合或適應時差，有時候會對女性空服員造成月經週期紊亂或睡眠失調。更由於經常在國外，不定時的用餐時間，異國的飲食衞生、種類、價格的自我調適；及長期犧牲很大部分的家庭生活跟人際關係，會需要很多時間，情商和健康管理的能力。

### 機內服務
空服員提供的機內服務有：
- 提供飛機航程的資訊。
- 飛機餐點和飲料的準備、供應及回收。
- 協助乘客航程中相關之問題及提供航空公司規定的服務。
- 免稅商品的販售。
- 入境表格和報關表的發放。
- 艙内 個人用機上娛樂系統的設定及管理
- (有些廉價航空航班上的空中服務員會推銷產品）

### 機內清潔
- 乘客的垃圾回收。
- 保持客艙內整潔、安全的環境。
- 中長距離航線中，盥洗室垃圾桶的更換以及洗臉台的清潔。

### 飛行安全業務
防火、逃生、迫降、防搶、醫療、救護。
- 機艙門（緊急逃生出口）飛行前的關閉確認、抵達後的安全開啓
- 飛機起降時，座艙內的安全確認。
- 逃生設備的示範、介紹（如緊急著陸或迫降海洋時，逃生的方法、救生衣和氧氣罩的使用方法）。
- 逃生用設備的管理。
- 座艙內的安全確認，指導乘客使用及確認安全帶；關閉會干擾飛行信號之電子用品。
  - 監視各種設備的故障異常情況。
  - 觀察乘客的情況，是否有違反飛行安全以及酒醉的乘客。

### 休息
基本上，大型客機會設有空服員專用的休息室，根據各個航空公司法規不同規定若飛行8-12小時的長距離航線的話（台灣8小時，香港10小時，中東12小時），空服員會互相輪班，部分空服員便可短暫休息。

## 資格

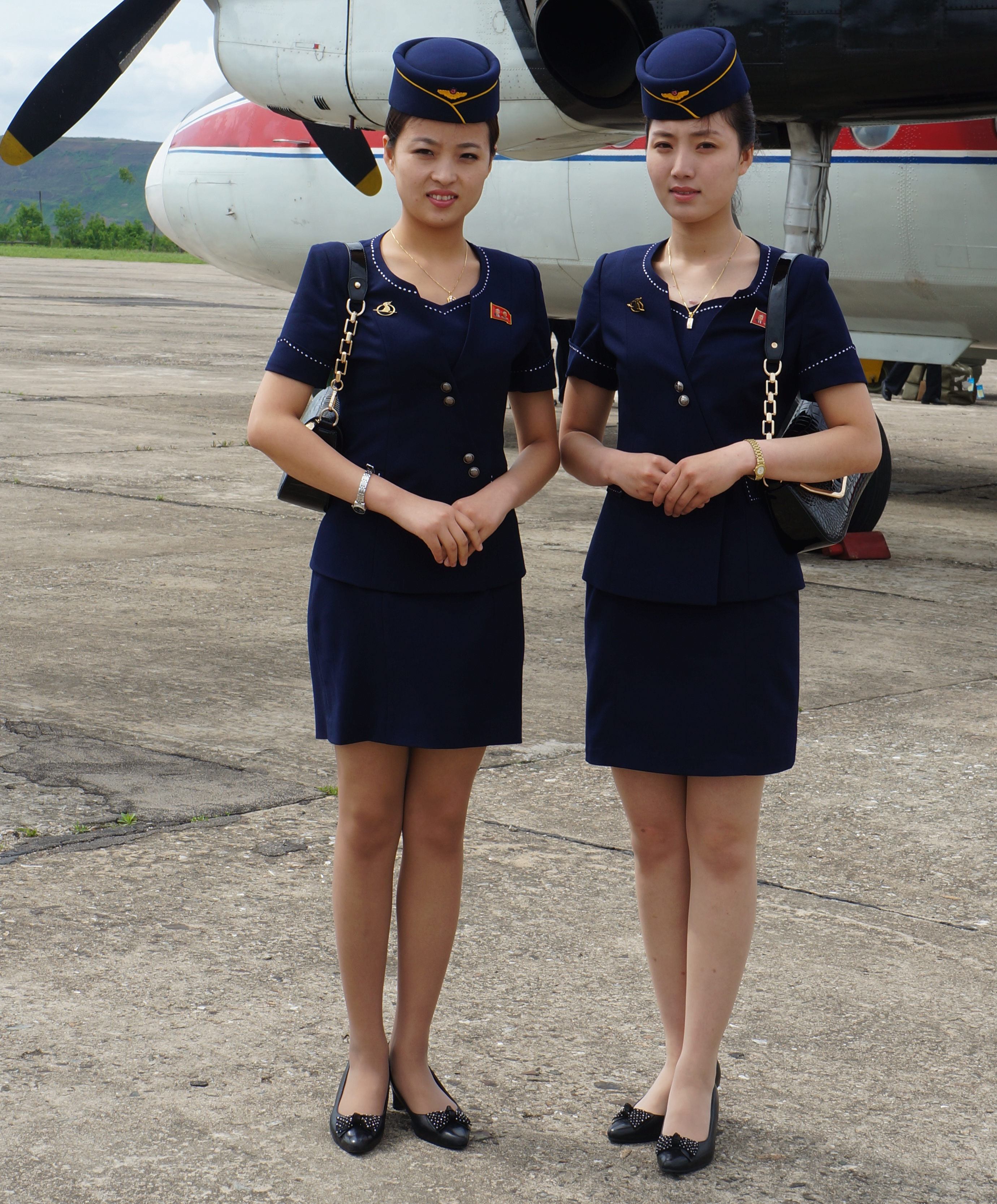
高麗航空的女空服員

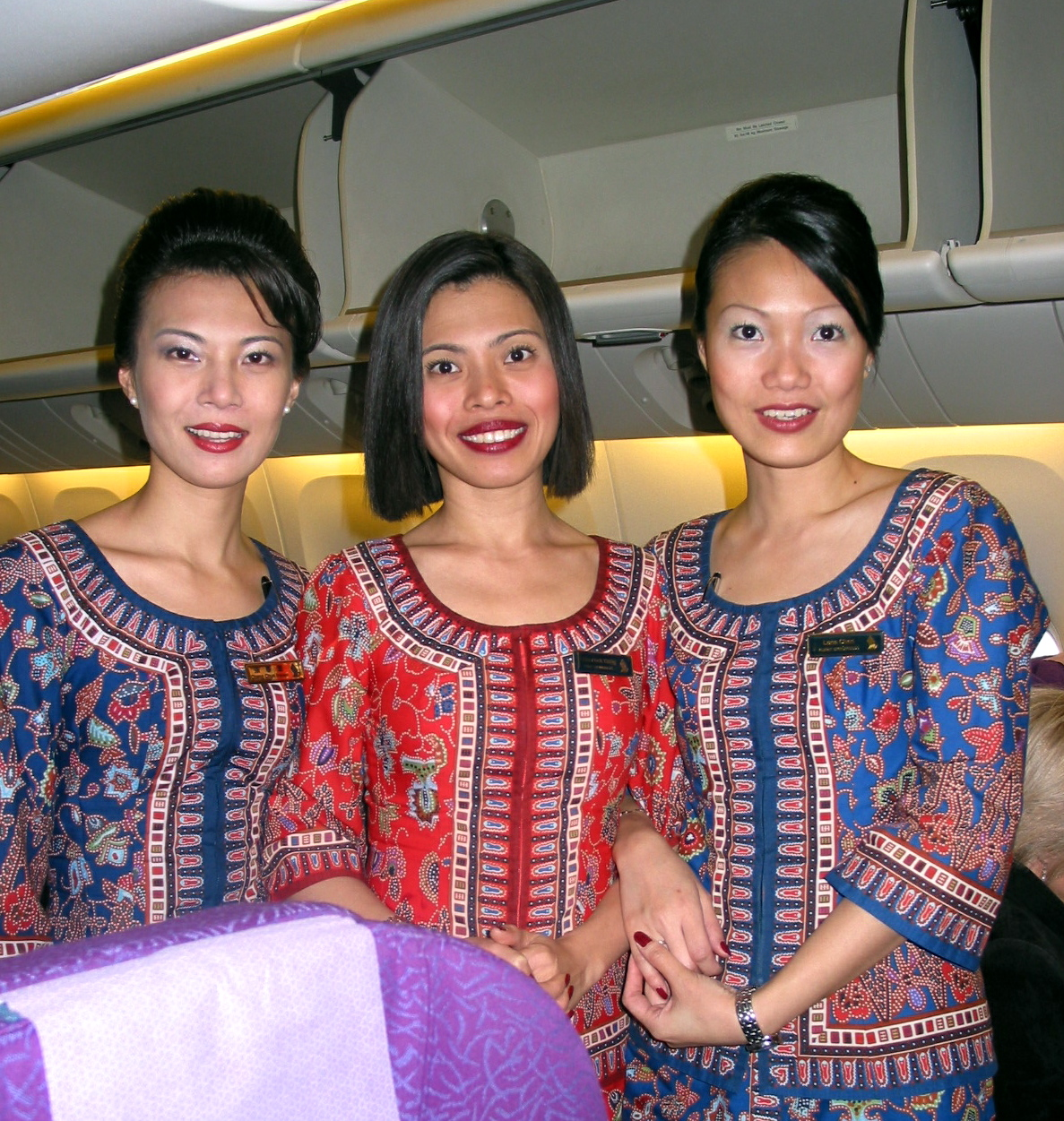
新加坡航空的女空服員

### 訓練
空服員在經過多次面試篩選出來後，還要先接受航空公司提供的密集訓練考核及實習試用，合格後才可正式上任。訓練包括服務、儀態、化妝、游泳、機艙設備、餐點器具使用及流程、飛機安全、各種線上飛行機型逃生出口程序應用、陸地及海上逃生、急救甚至接生常識等等，以確保在意外時懂得應變。空服員主要在航空公司所在的樞紐機場或是總部接受訓練，訓練課程長達六周至六個月，視不同公司而定；未能通過考核，也常有退訓情況。
其中，飛安訓練通常包括：緊急疏散措施、充氣逃生梯和救生筏的使用、機內滅火筒消防技巧、海上求生、各種環境的生存適應（叢林、海、沙漠、冰原）以及種種的急救措施與運用。

### 語言
除了母語之外，空服員還要會說其他語言以應付來自不同國家的旅客，目前較常使用的語言有英語、普通話、粵語、日語、韓語、法語、德語、西班牙語、葡萄牙語和義大利語等。某些航空公司甚至在各國或地區設置成立分站，以方便推廣航空市場業務及當地旅客訂票。
另外航空公司會招收不同國籍的空服員，也跟他們的母語或外語能力有關，同時可増加國際市場競爭力及出發國的旅客親和感與服務；
有些會依照服務航線的不同，配置不同國籍或語言能力的空服員；如日本亞細亞航空，由於主要服務 往來日本及台灣的航線，該公司也有招聘來自台灣站的空服人員，並要求具有一定水準的日語能力。新加坡航空也廣泛在海外地區招聘不同國籍的空服員，以強化機上旅客服務和市場競爭。部分的西方航空公司，如聯合航空、芬蘭航空或荷蘭皇家航空，為打進華人市場，亦招聘了許多華裔空服員。

### 身高體重
大部分航空公司由於飛安的理由，對身高都有標準，在體重方面應與身高保持適當比例，身體健康狀況也因工作往來在國際之間會有相關要求；
某些航空公司有身高的限制，因日常工作需協助旅客 放置或關閉上方行李箱及 在緊急狀態時，拿取安置在高處的逃生配備等飛安工作需求；如中華航空有當雙手往上平舉，必須達到碰觸220公分的高度（女空服員）或212公分（男空服員）；長榮航空則是限制160公分以上的身高。另外有些區域性的航空公司因為選用機型其機艙內高度不高，反而會限制空服員的高度。
航空公司若因該國的勞工法規規定不能限制身高時（例如中華民國的勞動基準法），會要求應徵空服員者雙手需碰到指定的高度〈如208-212厘米〉，以便一旦遇上緊急情況時，可取下安置在較高位置的安全及逃生用配備。

## 制服

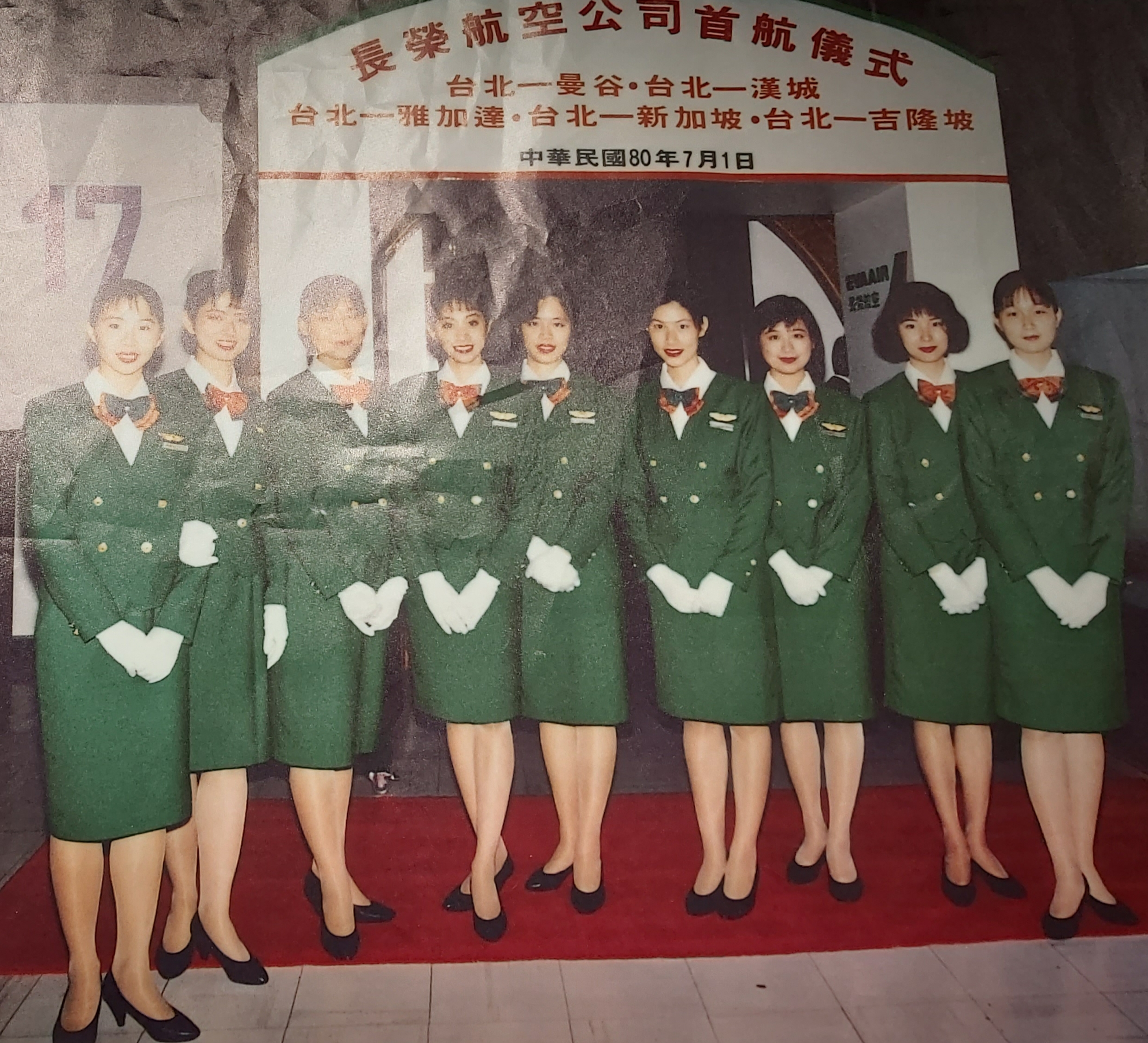
1991年長榮航空的女空服員

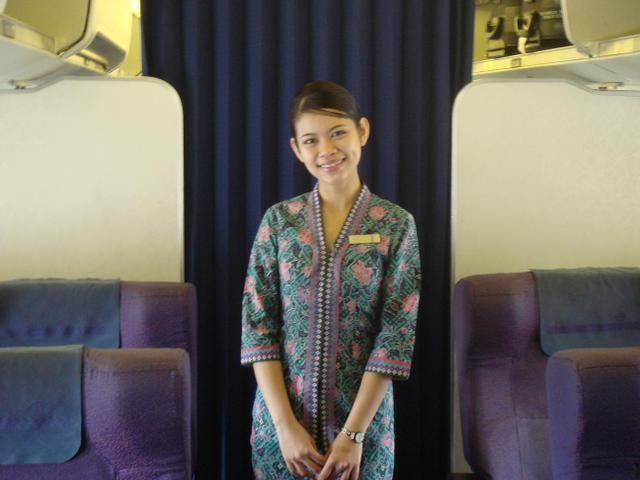
馬來西亞航空的女空服員

制服是作為一種職業識別的專用服裝，初期空勤制服是根據耐用度、實用性及以激發旅客向心力而設計的，也有禮服之類的，或許由於早期民航多帶有空軍背景的延伸；空勤制服都具有濃厚空軍軍裝的特徵；都是灰暗色，如 頭帽、外套、裙裝多是直線剪裁同時附有銅扣及袖口軍階縫條。許多設計也分有冬裝及夏裝兩種，以顏色和布料材質做區分。
隨著空姐角色的演進發展；許多航空公司開始了解到自家空姐形象的公衆價值，在1930年代末、1940年代初開始加入了更多女性化的線條剪裁以及顏色的選擇；往後更常委由知名品牌設計師制作；付予空服人員一種尊榮與秩序統一的專業形象。
1960到1970年代初出現許多充滿未來感的設計；每次的更換都能成為媒體的焦點。空服人員大都被期許具有更高水準的整潔度與裝扮；在穿著制服的期間有不允許展露刺青的規定；這是航空公司為了能給予旅客更正面的形象要求。
某些具有國營色彩的航空公司會偏向選用具有該國民俗特色設計的制服，如泰國國際航空、嘉魯達印尼航空、馬來西亞航空、新加坡航空、越南航空的東南亞風格服裝，及中華航空使用的旗袍制服；而部分伊斯蘭國家的航空公司，如汶萊皇家航空、海灣航空、阿聯酋航空、伊朗航空、埃及航空與沙地阿拉伯航空，為遵守伊斯蘭教義，女性空服員得依照教義需求配戴頭巾。
部分的廉價航空為營造活潑新穎的企業形象，在制服設計上較傳統航空來得隨性，例如真航空、酷航與樂桃航空的空服員制服採用具有運動風格的Polo衫，而非傳統的制式襯衫套裝。

## 外部連結
- The Association of Flight Attendants, AFL-CIO （页面存档备份，存于）
- The Association of Flight Attendants, UAL-MEC （页面存档备份，存于）
- The Professional Flight Attendants Association
- Collection of flight attendant uniforms, current and historical （页面存档备份，存于）
- 世界航空小姐协会官方网站 （页面存档备份，存于）